# 八幡平スマートインターチェンジ
八幡平スマートインターチェンジ（はちまんたいスマートインターチェンジ）は、岩手県八幡平市において事業中の東北自動車道のスマートインターチェンジである。名称は仮称である。

## 概要
本線直結型で建設され、利用可能車種はETC搭載の全車種で24時間運用、上下線ともに出入可となる予定。
当スマートICの整備により観光振興や救急医療への貢献などの効果が期待されるとしている。

## 道路
- E4 東北自動車道

## 沿革
- 2022年（令和4年）9月30日 : 国土交通省より連結許可[1]。

## 隣
E4 東北自動車道
(45)松尾八幡平IC - 前森山PA - 八幡平スマートIC（仮称・事業中） - 畑PA - (46)安代JCT - (47)安代IC